# Eulithis destinata
Eulithis destinata är en fjärilsart som beskrevs av Heinrich Benno Möschler 1860. Eulithis destinata ingår i släktet Eulithis och familjen mätare. Inga underarter finns listade i Catalogue of Life.